# オルテンス・オードブール＝レスコー
オルテンス・オードブール＝レスコーとして知られる、アントワネット＝セシル＝オルテンス・オードブール＝レスコー（Antoinette-Cécile-Hortense Haudebourt-Lescot、1784年12月14日 - 1845年1月2日）は、フランスの画家である。19世紀前半のフランスで人気のあった女性画家の一人である。

## 生涯
パリで裕福な調香師のジャン＝バティスト・ヴィエル(Jean-Baptiste Viel)の娘に生まれた。父親が亡くなった後、母親は1786年に薬剤師のジャン・ルイ・レスコー(Jean Louis Lescot)と再婚し、この義父の姓で画家として活動し知られるようになった。家族の友人で有名な歴史画家のギヨーム・ギヨン＝ルティエールから絵を学び、ギヨン＝ルティエールが1807年に在ローマ・フランス・アカデミーの校長に任じられてローマに赴任すると、レスコーも1808年にローマに留学し、1816年までローマで修行した。1810年にパリのサロンに出展し、2等のメダルを受賞するなどイタリアの農民などを描いた作品は人気になった。
1820年10月にパリで、建築家のルイ・ピエール・オードブール(Louis Pierre Haudebourt: 1788-1849)と結婚し、その年、画家になる息子、ルイ・フィリップ・レオン・オードブール(Louis Philippe Léon Haudebourt)が生まれた。結婚後も画家の活動を続け1811年から1840年の間に約110点の作品を展覧会に出展した。
復古王政のフランスの王位継承者ベリー公と結婚したマリー・カロリーヌ・ド・ブルボンから支援を受けた。
弟子にはエルミニー・デヘラン(Herminie Déhérain; 1798–1839) やマリー＝エルネスティーヌ・セレ(Marie-Ernestine Serret: 1812–1884)がいる。

## 作品

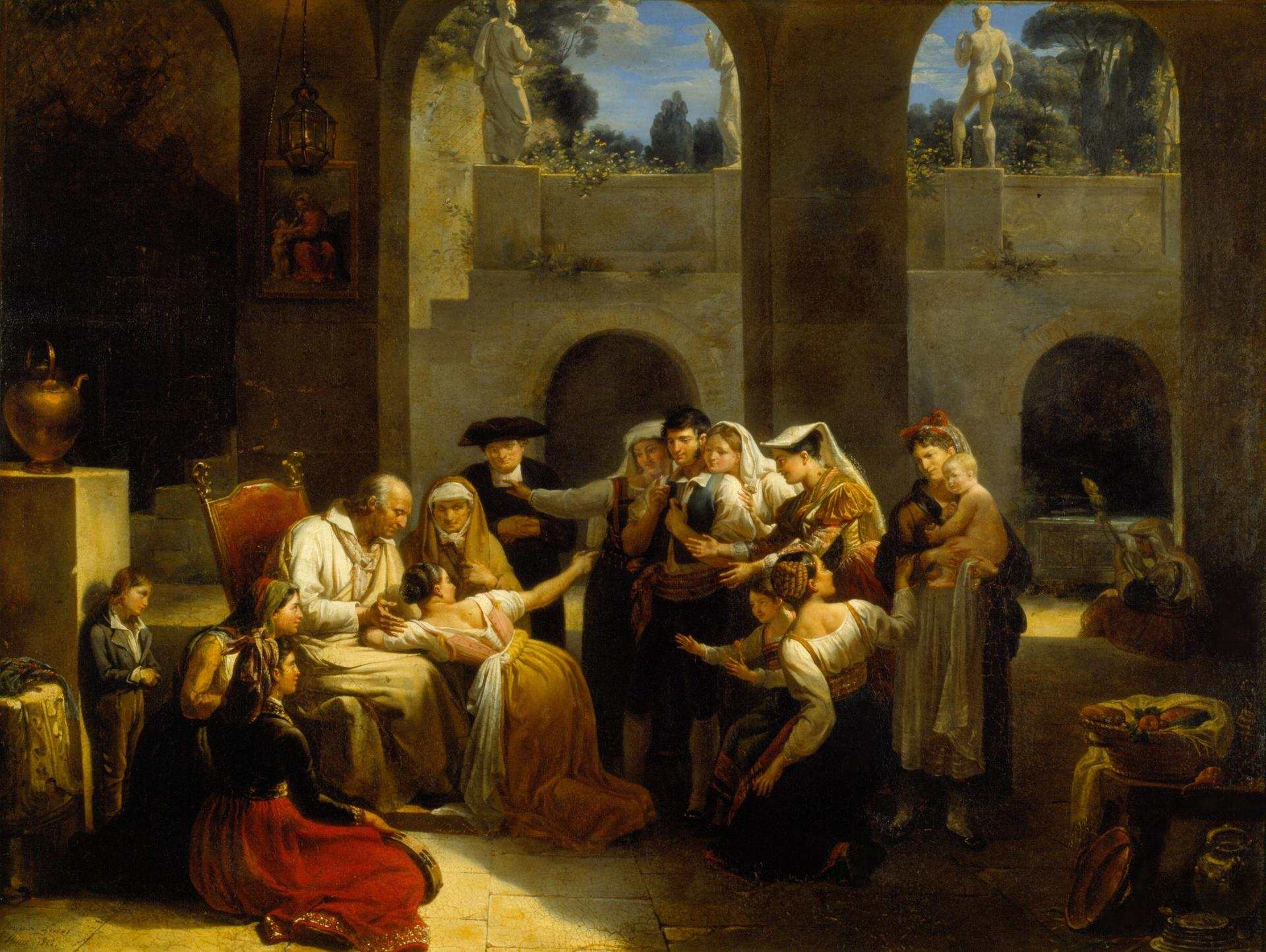
マン・ショーデ(main chaude)の遊びをする人々(1812) トゥール美術館蔵
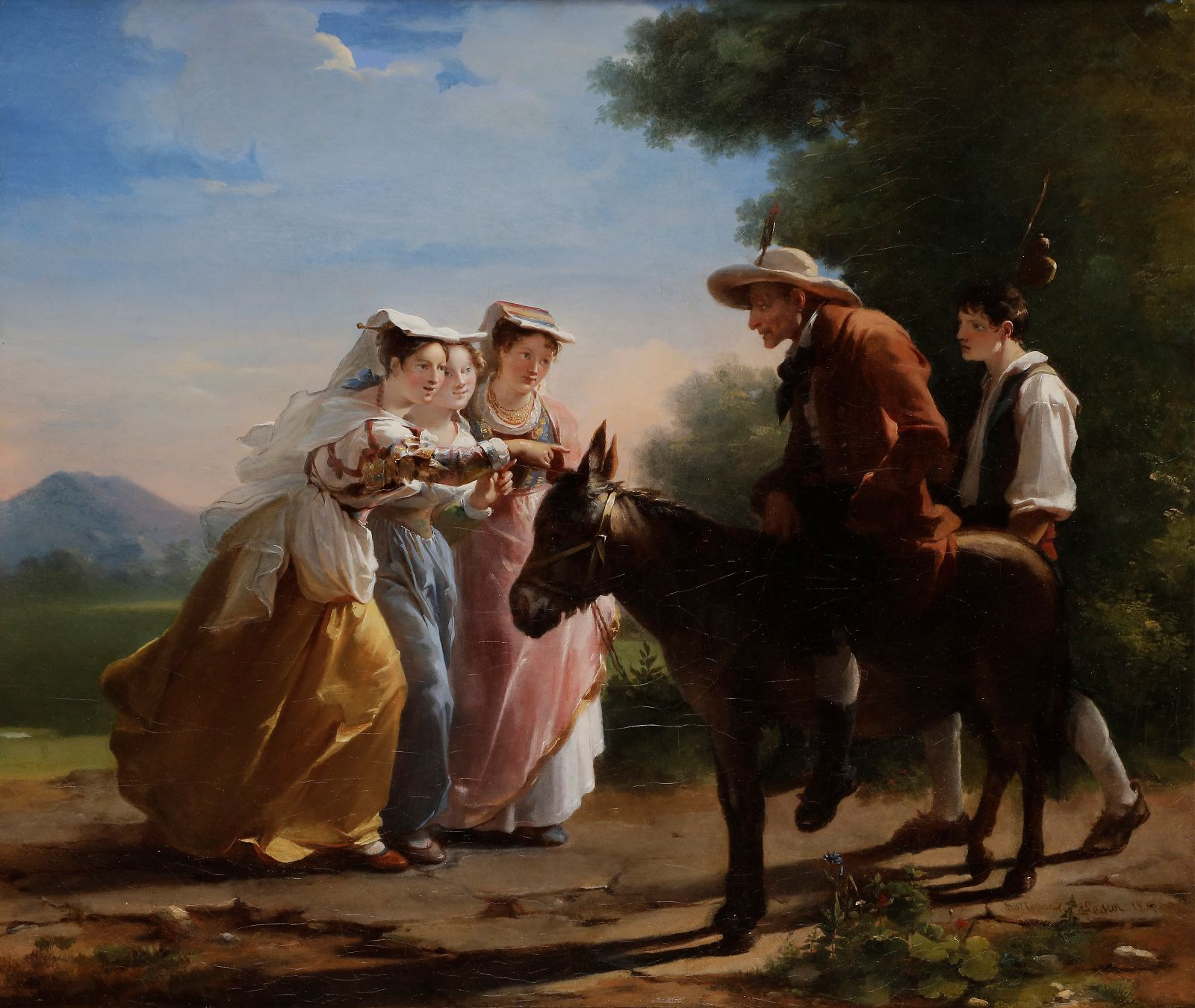
ろばを売りに行く親子の笑話から(1819) ファーブル美術館蔵
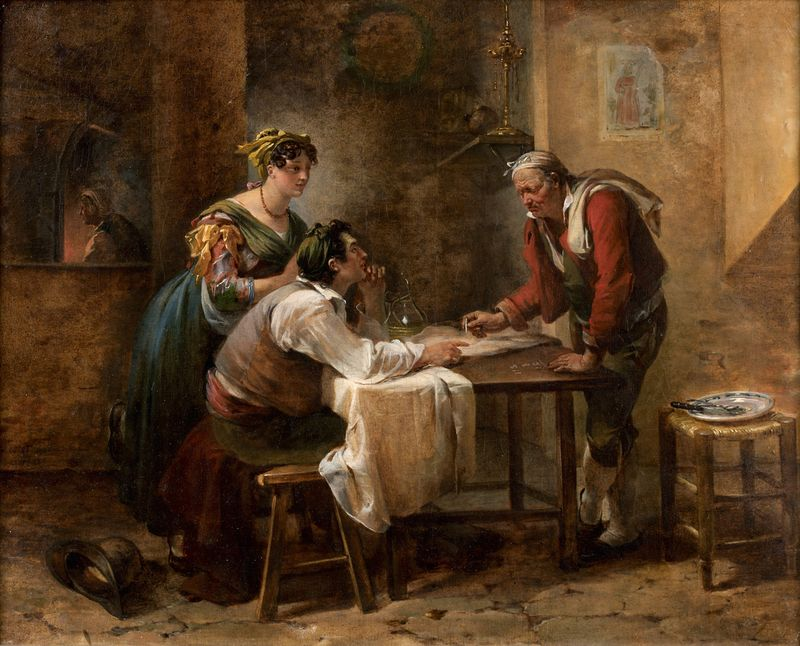
宿屋の勘定計算する夫婦 (1822)

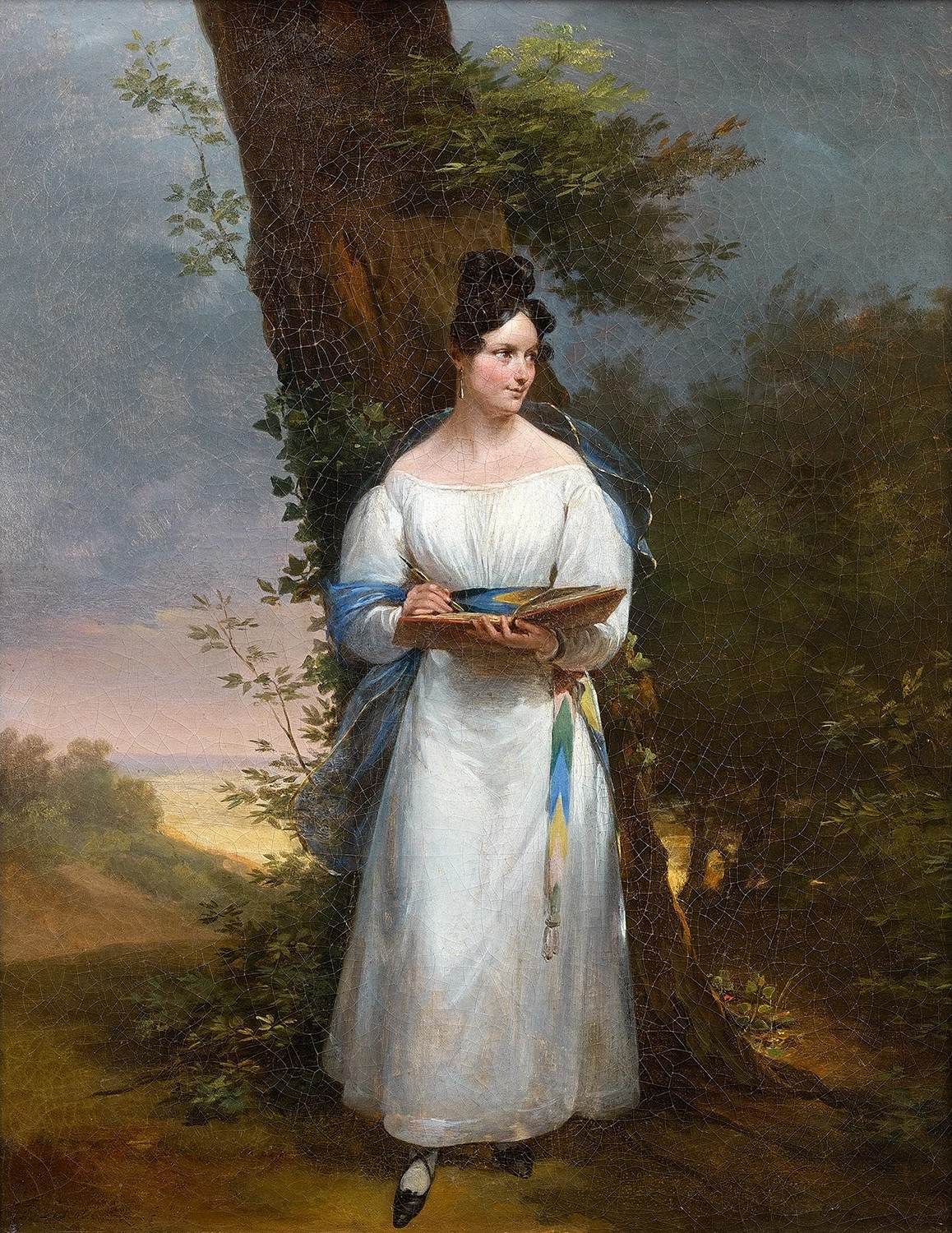
スケッチする若い女性(1810) スウェーデン国立美術館蔵
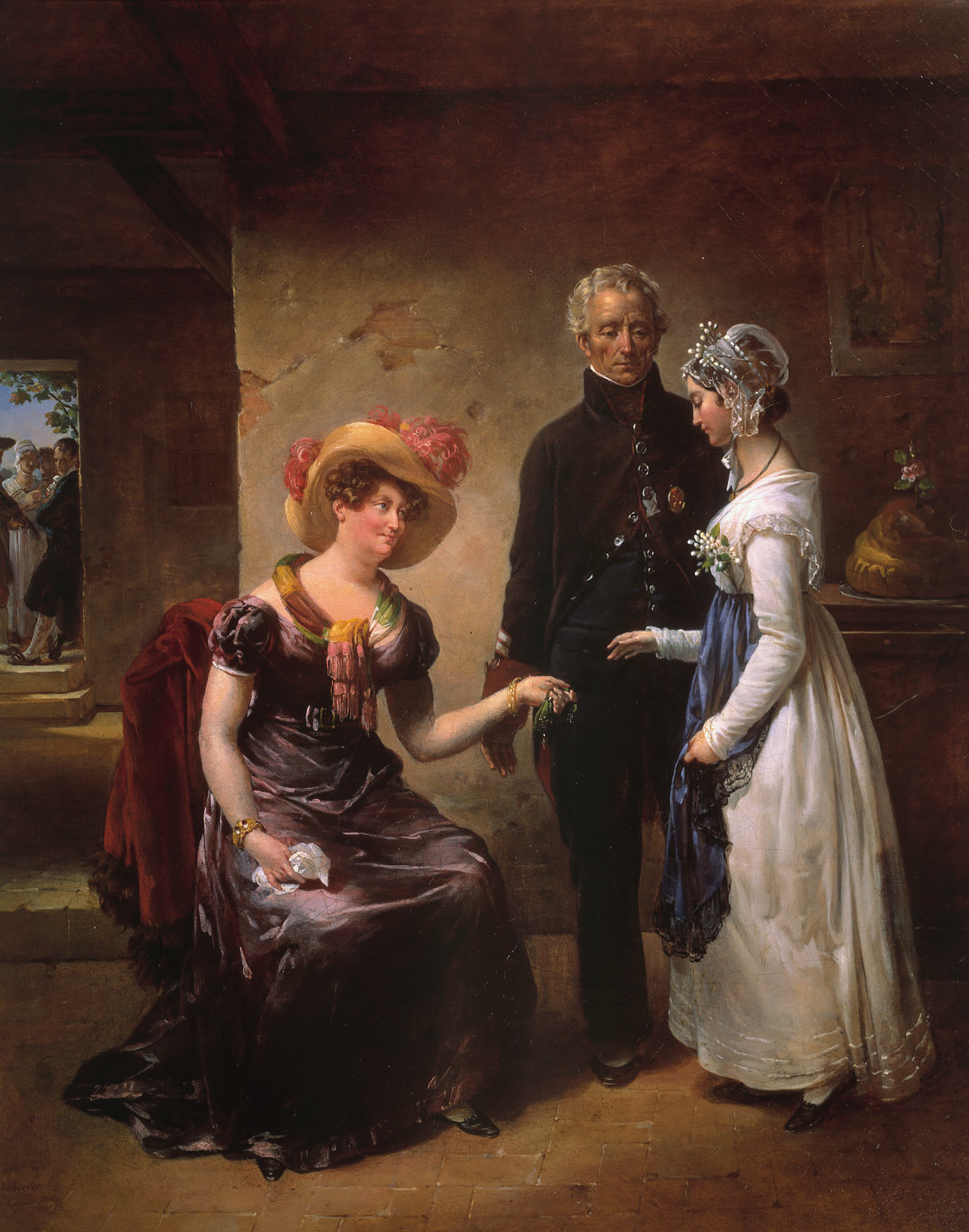
アングレーム公爵夫人のやさしさ (1821)
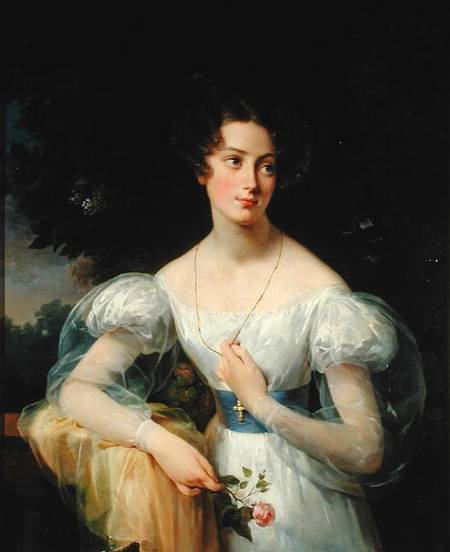
Hortense Balluの肖像画 (1832/1835) ルーブル美術館蔵
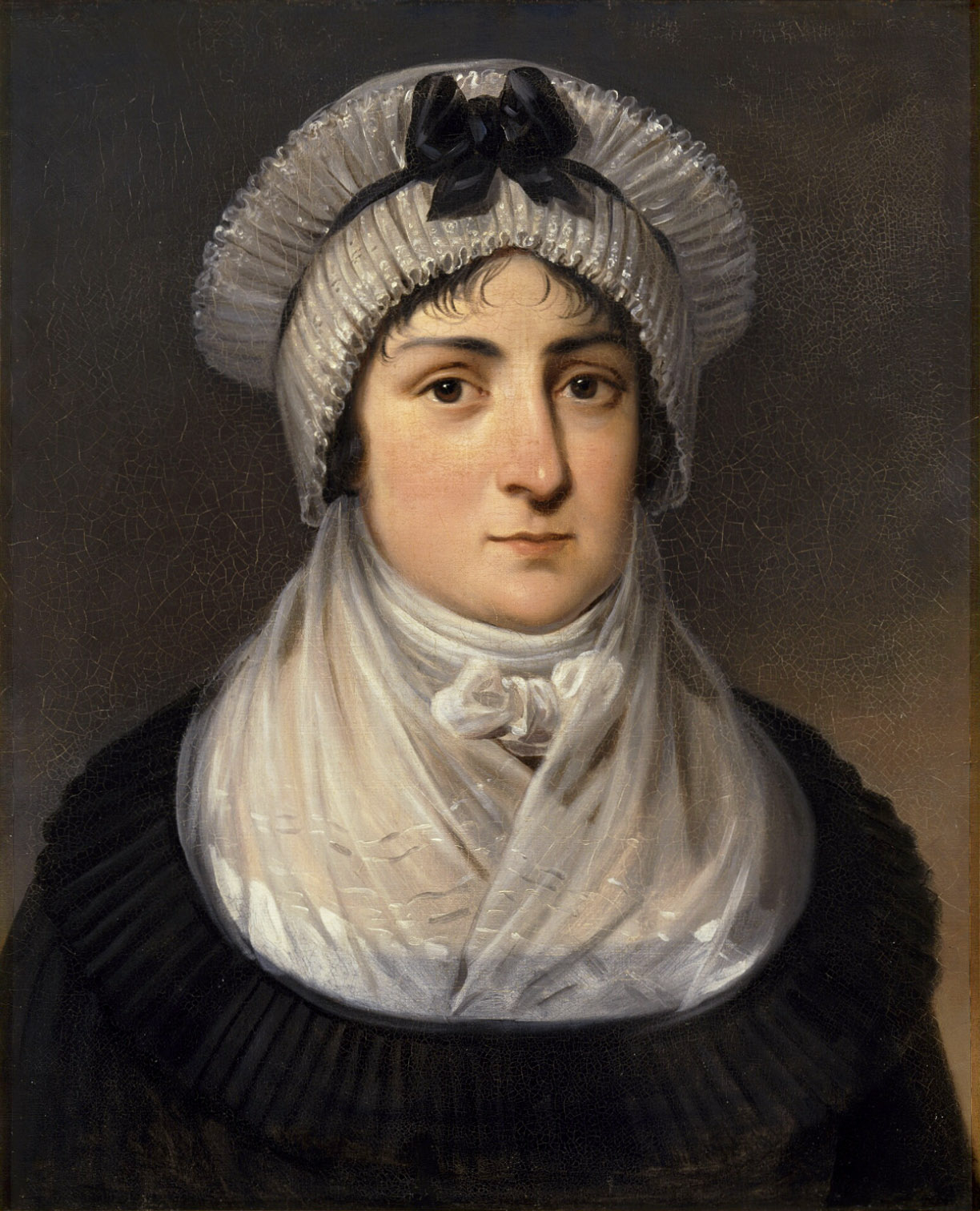
マリー・フォルテュネ・デスト＝モデーヌ(1836) ヴェルサイユ宮殿蔵